# Ha-Ya jezici
Ha-Ya jezici (privatni kod: haya), nekadašnja podskupina hanijskih jezika iz Burme i Kine u koju su se klasificirala dva tibetsko-burmanska jezika akha [ahk] i hani [hni], danas uz osam drugih jezika predstavnici južne ngwi podskupine.
Ukupan broj govornika iznosi preko 1.000.000 ljudi. Jezik hani ne smije se brkati s jezikom honi [how]

## Vanjske poveznice
- Ethnologue (14th)